# Cámara
Base Antártica Cámara – letnia stacja polarna należąca do Argentyny, położona na Half Moon Island w archipelagu Szetlandów Południowych. Zarządza nią argentyńska marynarka wojenna.

## Położenie
Stacja znajduje się na małej antarktycznej wyspie Half Moon. Wyspa jest stosunkowo łatwo dostępna i odwiedzana przez turystów.
Stacja została założona 1 kwietnia 1953 roku. Jej nazwa upamiętnia porucznika marynarki Juana Cámara, który zginął w wypadku w Potter Cove na niedalekiej Wyspie Króla Jerzego.

## Działalność
W stacji Cámara prowadzone są badania ornitologiczne, oceanograficzne i meteorologiczne. Ponadto badany jest wpływ turystyki na środowisko antarktyczne.